# William Basinski
William James Basinski (ur. w 1958 w Houston) – amerykański twórca muzyki ambient. Gra na klarnecie i saksofonie, obsługuje także projekcje wideo. Swoje doświadczenia z muzyką zaczął pod koniec lat 70., nagrywając na taśmę i zapętlając odnalezione fragmenty muzyki, jednak jego pierwsze wydawnictwo ukazało się dopiero w 1998 roku.
Najbardziej znany jest ze swojej serii The Disintegration Loops I-IV (wydawanej pomiędzy 2002 a 2003 rokiem), w której nagrywał cyfrowo zapętlone na taśmie magnetycznej fragmenty muzyki z lat 80. Nagrane fragmenty z każda pętlą trzeszczały coraz bardziej i zanikały (ze starości), co dawało im melancholijny charakter. Fragmenty TDL sam Basinski łączył ze zdjęciami upadających wież World Trade Center, ponieważ 11 września 2001 roku słuchał on z przyjaciółmi ukończonych płyt na tarasie swego domu. Nagrania zostały też później wykorzystane przez liczne telewizje jako tło muzyczne do upadających wież WTC.

## Dyskografia
- Shortwave Music (1998, Raster-Noton)
- Watermusic (2000, 2062 Records)
- The Disintegration Loops (2002, 2062 Records)
- The River (2002, Raster-Noton)
- The Disintegration Loops II (2003, 20(62 Records)
- Watermusic II (2003, 2062 Records)
- Melancholia (2003, 2062 Records)
- The Disintegration Loops III (2003, 2062 Records)
- A Red Score in Tile (2003, Three Poplars)
- The Disintegration Loops IV (2003, 2062 Records)
- Variations: A Movement in Chrome Primitive (2004, Durtro/Die Stadt)
- Untitled (2004, Spekk) (w duecie z Richardem Chartierem)
- Silent Night (2004, 2062 Records)
- The Garden of Brokenness (2006, 2062 Records)
- Variations for Piano and Tape (2006, 2062 Records)
- El Camino Real (2007, 2062 Records)
- 92982 (2009, 2062 Records)
- Vivian & Ondine (2009, 2062 Records)
- Aurora Liminalis (2013, Line) (w duecie z Richardem Chartierem)[2]
- Nocturnes (2013, 2062 Records)
- Cascade (2015, 2062 Records)
- The Deluge (2015, 2062 Records)
- Divertissement (2015, Important Records) (w duecie z Richardem Chartierem)
- A Shadow in Time (2017, 2062 Records)
- Selva Oscura (2018, Temporary Residence Limited) (w duecie z Lawrence’em Englishem)[3]
- On Time Out of Time (2019, Temporary Residence Limited)
- Hymns of Oblivion (2020, self-released)
- Lamentations (2020, Temporary Residence Limited)